# سنبل بعد المليون (مسلسل)
سنبل بعد المليون، مسلسل تلفزيوني مصري أنتج عام 1987.

## قصة المسلسل
بعد أن يتمكن سنبل (محمد صبحي) من جمع مليون جنيه في رحلته بالجزء الأول من مسلسل (رحلة المليون) يبدأ في استثمار أمواله والانتقام من لطفي (جميل راتب) الذي استغل طيبته وسذاجته واستولى على كليته، ومن الجهة الأخرى يتعرف سنبل على البدوية (سماح أنور) ويتزوجها.

## بطولة
- محمد صبحي
- شهيرة
- سماح أنور
- جميل راتب
- هالة صدقي
- حسين الشربيني
- عبد الله إسماعيل
- هناء الشوربجي
- شعبان حسين
- ممدوح وافي
- نرمين كمال
- عزة لبيب
- محمد عبد المعطي
- رياض الخولي
- كمال حسين
- زوزو حمدي الحكيم
- محمد توفيق
- علي الغندور
- سميرة البدوي
- المرسي أبو العباس
- سعيد الصالح
- محمد أبو داود
- محمد ناجي
- صلاح عبد الله
- أحمد آدم